# Онайда-Касл (Нью-Йорк)
Онайда-Касл (англ. Oneida Castle) — селище (англ. village) в США, в окрузі Онейда штату Нью-Йорк. Населення — 586 осіб (2020).

## Географія
Онайда-Касл розташована за координатами 43°4′53″ пн. ш. 75°38′0″ зх. д. / 43.08139° пн. ш. 75.63333° зх. д. (43.081435, -75.633254).  За даними Бюро перепису населення США в 2010 році селище мало площу 1,33 км², уся площа — суходіл.

## Демографія
Згідно з переписом 2010 року, у селищі мешкало 625 осіб у 283 домогосподарствах у складі 167 родин. Густота населення становила 470 осіб/км².  Було 297 помешкань (223/км²).
Расовий склад населення:
| - 94,9 % — білих - 1,4 % — корінних американців - 0,8 % — азіатів - 0,3 % — чорних або афроамериканців |

До двох чи більше рас належало 1,9 %. Частка іспаномовних становила 0,5 % від усіх жителів.
За віковим діапазоном населення розподілялося таким чином: 19,8 % — особи молодші 18 років, 60,0 % — особи у віці 18—64 років, 20,2 % — особи у віці 65 років та старші. Медіана віку мешканця становила 44,3 року. На 100 осіб жіночої статі у селищі припадало 88,3 чоловіків;  на 100 жінок у віці від 18 років та старших — 84,2 чоловіків також старших 18 років.
Середній дохід на одне домашнє господарство  становив 64 261 долар США (медіана — 51 406), а середній дохід на одну сім'ю — 72 279 доларів (медіана — 69 375). Медіана доходів становила 49 167 доларів для чоловіків та 33 125 доларів для жінок. За межею бідності перебувало 10,1 % осіб, у тому числі 10,5 % дітей у віці до 18 років та 16,5 % осіб у віці 65 років та старших.
Цивільне працевлаштоване населення становило 379 осіб. Основні галузі зайнятості: освіта, охорона здоров'я та соціальна допомога — 22,2 %, виробництво — 15,0 %, мистецтво, розваги та відпочинок — 13,7 %.